# Diecezja Governador Valadares

Regional CNBB Leste 2.

Diecezja Governador Valadares.

Diecezja Governador Valadares (łac. Dioecesis Valadarensis) – diecezja Kościoła rzymskokatolickiego w Brazylii. Należy do metropolii Mariana, wchodzi w skład regionu kościelnego Leste II. Została erygowana przez papieża Piusa XII bullą Rerum usu w dniu 1 lutego 1956.